# Joods monument (Enter)
Het Joods Monument in de Nederlandse plaats Enter is een gedenksteen onthuld op 4 mei 1995 ter nagedachtenis van 20 Joodse bewoners die tijdens de Tweede Wereldoorlog zijn omgekomen. Het gedenkteken is vervaardigd uit zwart natuursteen waarop de 20 namen zijn aangebracht met een davidster en een pijl.

## Achtergrond
Vanaf het midden van de 18e eeuw tot de Tweede Wereldoorlog kende Enter een kleine Joodse gemeenschap. Gedurende de oorlog zaten de Joodse families ondergedoken bij Enterse boeren in het buitengebied waar op een stuk grond omringd door houtwallen een oude kippenschuur neergezet werd. Op 10 mei 1943 werden zij verraden, opgepakt en gedeporteerd naar Sobibór en Auschwitz waar zij werden vermoord.
De pijl op het monument wijst naar deze voormalige onderduikplek in het buitengebied 300 meter verderop. Bij de onthulling waren de sterfdata voorzien van obelisken. Deze kruisvormige symbolen zijn in 2018 op verzoek van de Joodse nabestaanden aangepast naar davidsterren.